# スコア (映画)
『スコア』（原題：The Score）は、2001年に製作されたロバート・デ・ニーロ主演のアメリカ映画である。クラブオーナーと泥棒、表裏2枚の顔を持つニックが、旧友マックスのためにモントリオールで最後の一仕事をこなすクライム・サスペンス映画で、スコアとは「泥棒」を意味する隠語である。

## あらすじ
世界を股に掛けて活動してきた金庫破り、ニック・ウェルズは危ない橋は渡らない、地元では仕事をしない、仲間はもたないという信条をもつ。仕事を続けてきたが、足を洗い、客室乗務員をしている恋人のダイアンとジャズ・クラブの経営を始めようと考えていた。そんな彼に、25年来の友人であるマックスは地元のモントリオールの税関の金庫に保管された秘宝の笏（しゃく＝王様の杖）を盗み出すという計画を持ちかけた。悩んだ末に、ニックはこれを最後の仕事と決意する。この計画に、税関の内部に履歴書も不要な障害者を装い、夜間清掃員として潜入していた若い男、ジャック・テラーが加わる。信条もあってニックは断るが、計画が動き始める。ダイアンはニックが「最後の仕事」だというのに不満で別れる。マックスが借金したテディとの手切れ金のために計画したことが分かり、笏は3000万ドルで売るといい、マックスに仕事を懇願される。フランスの国宝と分かり、警備が厳しくなる。
決行当日。金庫を内側から爆発させる仕掛けをしている最中にジャックが上司に見つかり、下っ端で終わるのが嫌だとニックを裏切る。しかし、ニックによって笏はすり替わっていた。ジャックは金庫破りの主犯として追われることとなり、ニックはダイアンと空港で落ち合い逃亡する。

## キャスト
※括弧内は日本語吹替
- ニコラス・ウェルズ - ロバート・デ・ニーロ（野沢那智）
- ジャック・テラー - エドワード・ノートン（家中宏）
- マックス - マーロン・ブランド（大塚周夫）
- ダイアン - アンジェラ・バセット（弘中くみ子）
- バート - ゲイリー・ファーマー（英語版）（長嶝高士）
- ダニー - ポール・ソールズ（北村弘一）
- スティーヴン - ジェイミー・ハロルド（村治学）

## その他
- のちにエドワード・ノートンは「脚本は好きではなかったが、ロバート・デ・ニーロとマーロン・ブランドと自分がポスターに写っていることを想像したら出演したくなった」と言って出演を決定した。
- デ・ニーロとマーロン・ブランドの間の会話のほとんどは即興である。
- マーロン・ブランドの遺作となった。しかし、死去から2年後の2006年に公開された『スーパーマン リターンズ』でCGながら映画出演を果たした。